# Walhalla

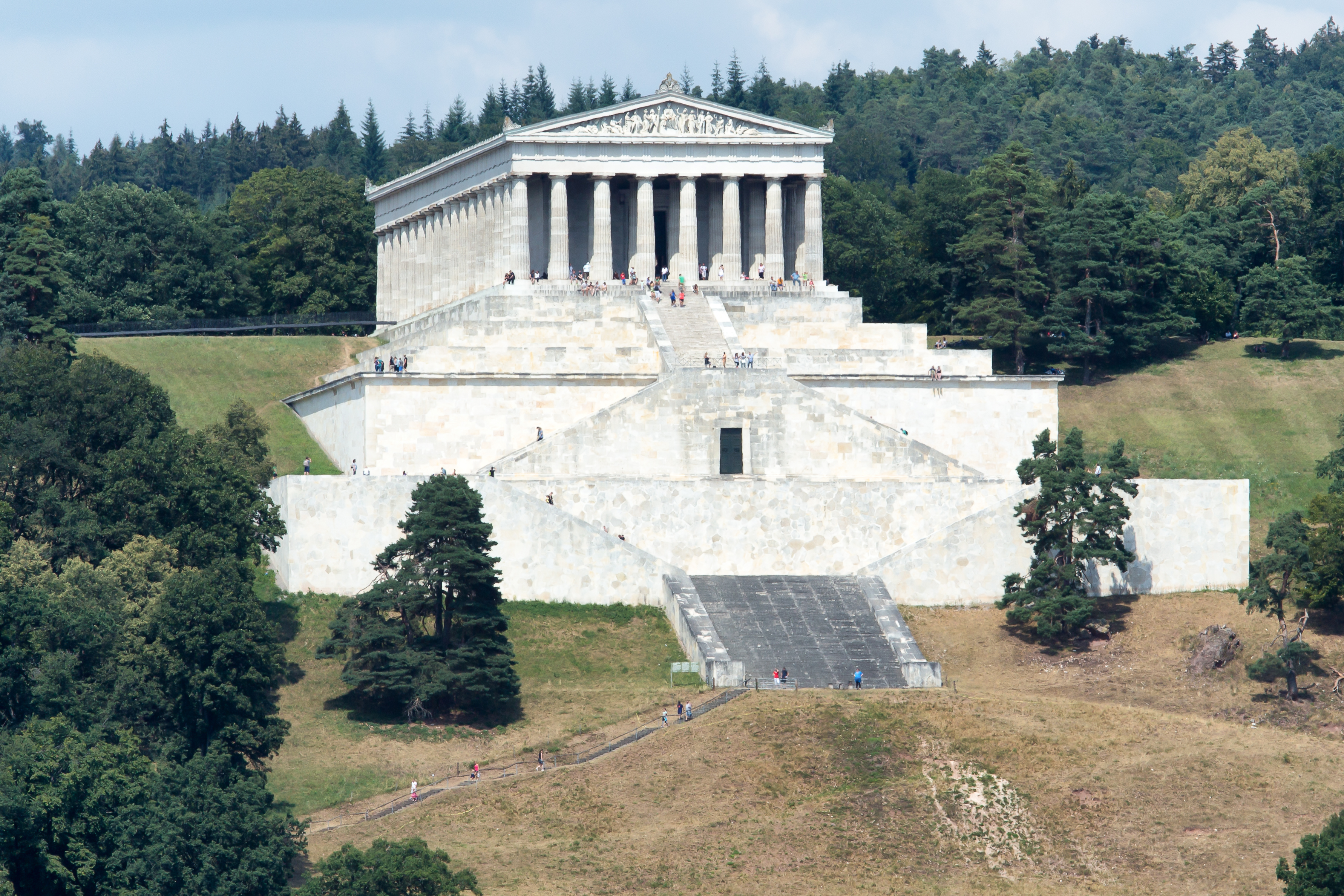
Nhìn tới đài tưởng niệm

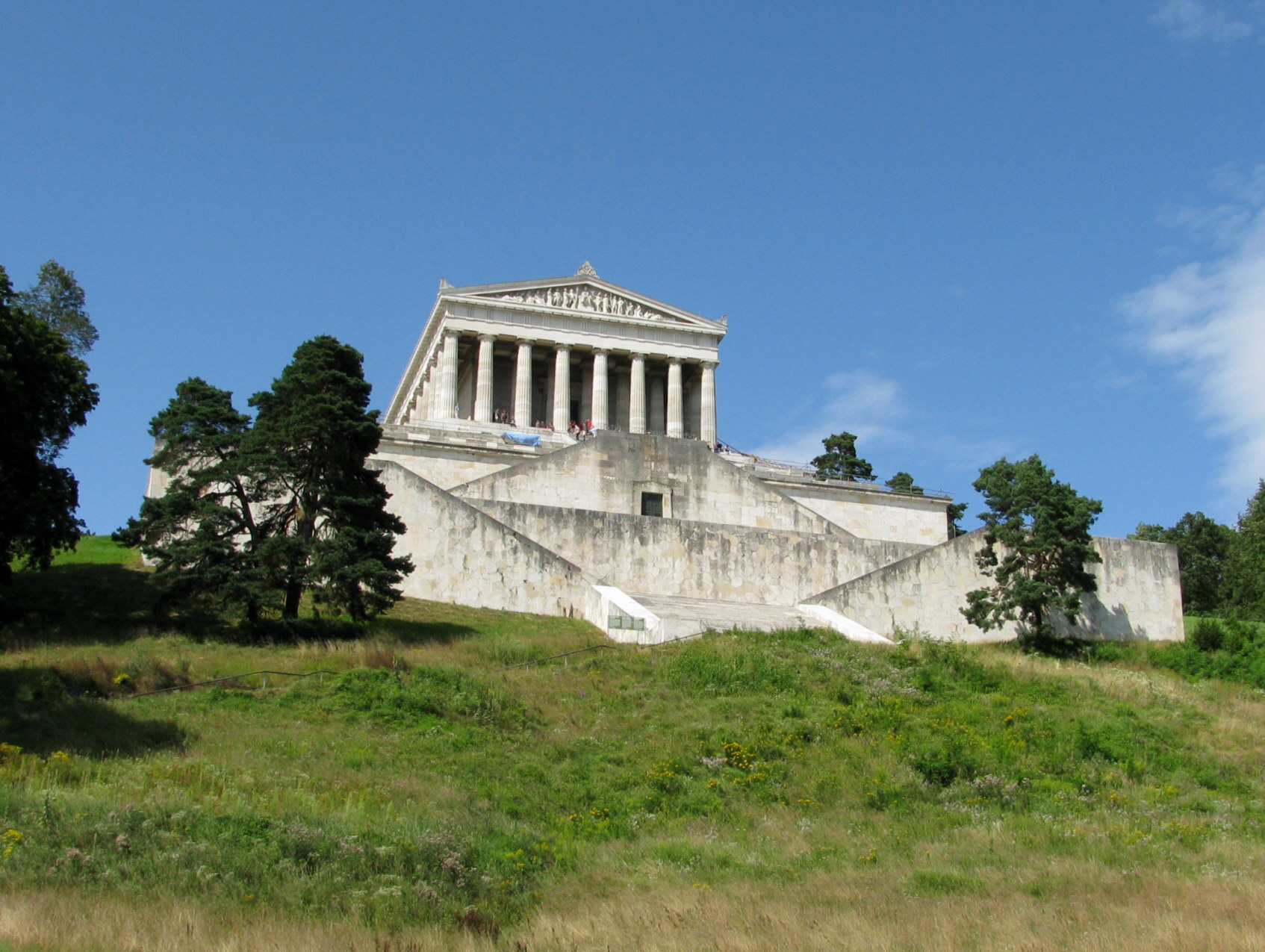
Nhìn từ phía Nam (Donautal)

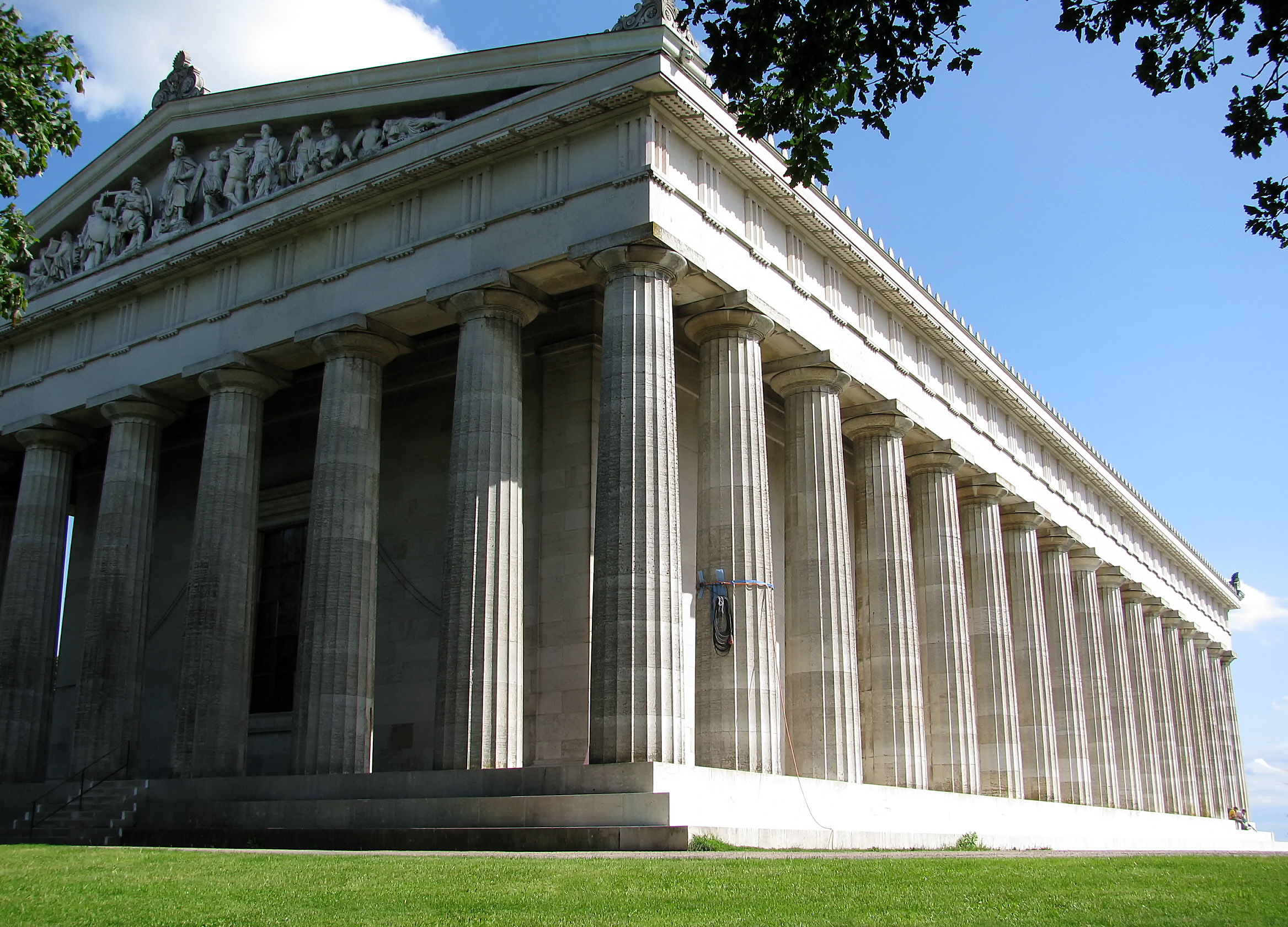
Nhìn từ phía Tây Bắc

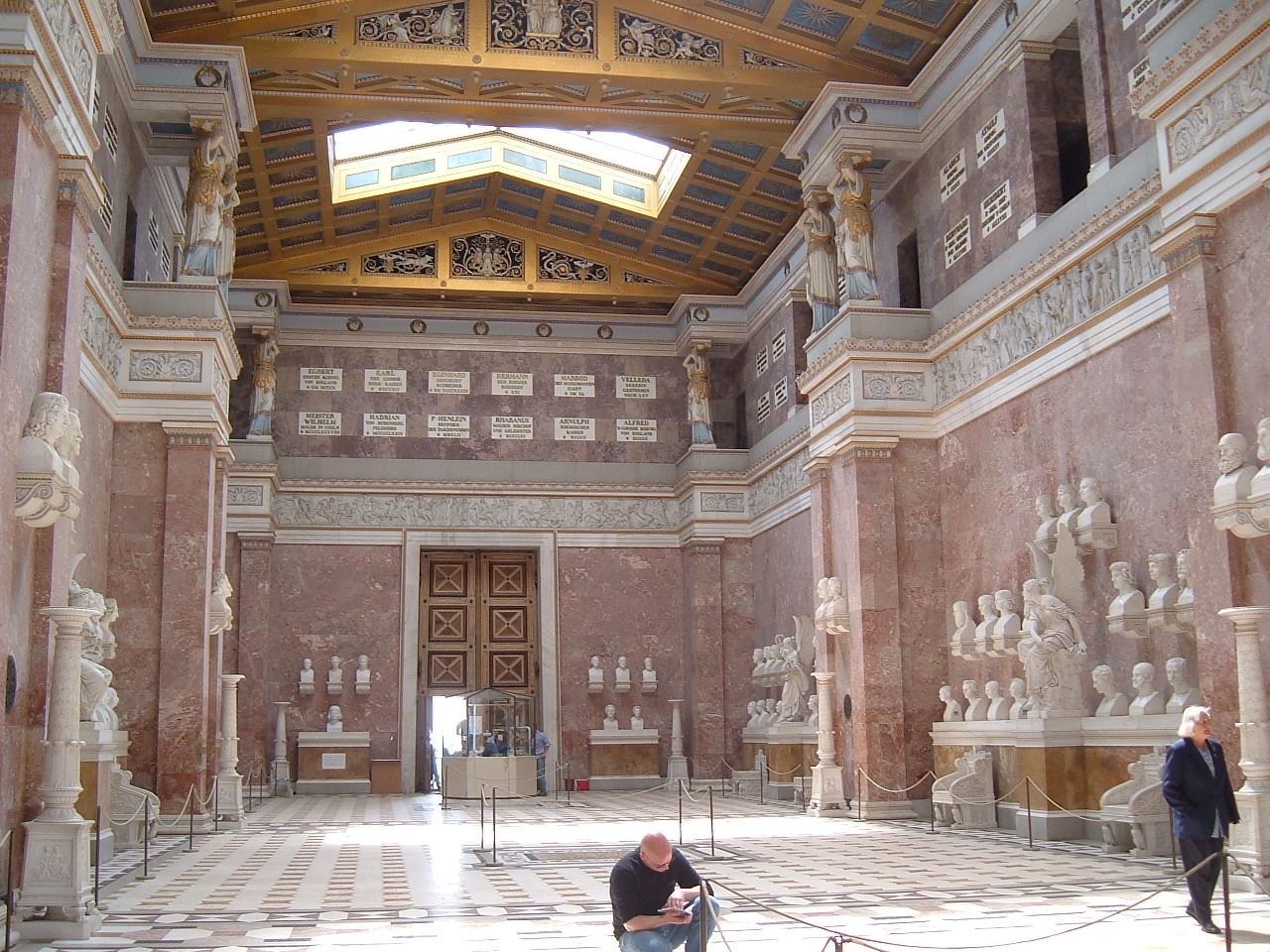
Nhìn từ bên trong (ra cổng)

Walhalla (phát âm tiếng Đức: [valˈhala] ⓘ) là một đài tưởng niệm danh dự ở Bavaria vinh danh những nhân vật kiệt xuất trong lịch sử Đức – “các chính trị gia, quân vương, nhà khoa học và nghệ sĩ nói tiếng Đức”. Mặc dù tất cả những người được vinh danh từ năm 1890 trở đi đều là người Đức hoặc nói tiếng Đức, một số người được vinh danh trước đó lại đến từ bên ngoài nước Đức (lúc đó nước Đức bây giờ vẫn chưa tồn tại khi đài tưởng niệm này được xây dựng). Việc đưa họ vào phản ánh khái niệm “tính Đức” vẫn còn đang hình thành vào thế kỷ 19, một khái niệm ngày nay được xem là đã nhập nhằng giữa thuật ngữ “người Đức” với khái niệm rộng hơn về ngữ tộc German hoặc có một phần tổ tiên là Đức.
Đài tưởng niệm Walhalla được đặt tên theo Valhǫll trong thần thoại Bắc Âu. Ý tưởng này được đề xuất vào năm 1807 bởi Ludwig I của Bayern nhằm tạo động lực thống nhất các bang còn lại của nước Đức thành Đế quốc Đức. Sau khi lên ngôi vua Bayern, công trình đã được tiến hành xây dựng từ năm 1830 đến năm 1842 dưới sự giám sát của kiến trúc sư Leo von Klenze. Đài tưởng niệm trưng bày khoảng 65 tấm bảng và 130 tượng bán thân bao quát 2.000 năm lịch sử của nước Đức, bắt đầu từ Arminius, người anh hùng của dân tộc German trong trận rừng Teutoburg xảy ra vào năm thứ 9 sau Công nguyên.
Tại lễ khai mạc trong năm 1842, 160 người được vinh danh với 96 tượng bán thân, và trong trường hợp không có hình ảnh xác thực hoặc các hành động như lời thề Rütli, với 64 bảng tưởng niệm. Hiện nay, bộ sưu tập bao gồm 130 tượng bán thân và 65 bảng tưởng niệm đề nhớ tới những người, các hành vi và các nhóm. Mười hai người được vinh danh là phụ nữ. Bất cứ ai cũng có thể đề nghị một nhân vật nói một ngôn ngữ tiếng Đức được vinh danh sớm nhất là 20 năm sau cái chết của người đó và sau đó phải trả chi phí cho việc hình thành và dựng bức tượng bán thân lên. Hội đồng Bộ trưởng Bayern quyết định người nào được nhận vào đài tưởng niệm.